# Tokia Russell
Tokia Anthony Gomez Russell (Bermuda, 15 agosto 1977 – Bermuda, 22 giugno 2016) è stato un calciatore bermudiano, di ruolo difensore.

## Carriera

### Club
Ha giocato in patria con Pembroke Hamilton Club Zebras e Bermuda Hogges.

### Nazionale
Ha esordito nella nazionale bermudiana nel 2000 giocando 8 partite fino al 2004.